# Samer Communal Cemetery
Samer Communal Cemetery is een begraafplaats gelegen in de Franse plaats Samer (Pas-de-Calais). De militaire graven worden onderhouden door de Commonwealth War Graves Commission.
De begraafplaats telt 4 geïdentificeerde Gemenebest graven, waarvan 2 uit de Eerste Wereldoorlog en 2 uit de Tweede Wereldoorlog.